# Les Esqueroses
Les Esqueroses és un paratge del terme municipal de Monistrol de Calders, al Moianès.
Està situat al nord del Pla del Sant, al nord-est dels Salarots, a migdia del Bosc Mitger i a ponent de la muntanya del Trompo. És a l'esquerra del torrent de Colljovà.